# Morava, Veliko Tărnovo
Morava (în bulgară Морава) este un sat în comuna Sviștov, regiunea Veliko Tărnovo,  Bulgaria. 

## Demografie
Componența etnică a satului Morava
     Bulgari (88,64%)
     Turci (1,59%)
     Romi (2,62%)
     Nicio identificare (6,47%)
     Altele (0,65%)
La recensământul din 2011, populația satului Morava era de 1.066 locuitori. Din punct de vedere etnic, majoritatea locuitorilor (88,64%) erau bulgari, existând și minorități de romi (2,62%) și turci (1,59%). Pentru 6,47% din locuitori nu este cunoscută apartenența etnică.